# Järnvägsolyckan i Camp Mountain 1947
Järnvägsolyckan i Camp Mountain inträffade på morgonen den 5 maj 1947 i Camp Mountain i Queensland i Australien då ett persontåg spårade ur vid en snäv kurva. 16 personer omkom och ytterligare 38 skadades. Vid tiden var olyckan den värsta som någonsin hänt i Queensland.

## Orsak
Olyckan orsakades av att tåget körde för fort i en snäv kurva och spårade ur. Den störtsa tillåtna hastigheten runt kurvan var 32 km/t men det uppskattas att tåget körde i minst 56 km/t. Det kunde inte fastställas varför tåget körde för fort.